# James Edouard de Rothschild
Nathan James Edouard de Rothschild (Pariz, 28. listopada 1844. – Pariz, 25. listopada 1881.), francuski pravnik i poduzetnik, član bogate bankarske obitelji Rothschildovih.
Rodio se u obitelji Nathaniela de Rothschilda (1812. – 1870.) i Charlotte de Rothschild (1825. – 1899.). Njegov djed Nathan Mayer Rothschild (1777. – 1836.) pripadao je britanskoj lozi Rothschildovih. Školovao se za pravnika, a prvi slučaj imao je 1866. godine. Imao je interes za knjige i rukopise, a osobito ga je zanimala francuska književnost srednjeg vijeka. Bavio se objavljivanjem rukopisa iz Bibliotheque Nationale de France. Osnovao je Društvo za drevne francuske tekstove i Društvo židovskih studija.
Dana 11. listopada 1871. vjenčao se s rođakinjom Laurom Thérèsom von Rothschild (1847. – 1931.), kćerka njemačkog bankara Mayera Carla von Rothschilda (1820. – 1886.) i Louise von Rothschild (1820. – 1894.), najmlađe kćeri Nathana Mayera Rothschilda. S njom je imao dvoje djece: sina Henrija de Rothschilda (1872. – 1947.) i kći Jeanne Sophie de Rothschild (1874. – 1929.).